# Endrunde der Deutschen Mannschaftsmeisterschaft im Schach 1952
Die Endrunde der Deutschen Mannschaftsmeisterschaft im Schach 1952 fand am 29. März 1953 in Berlin statt.
Es traten der Münchener Schachclub und die Schachgesellschaft Eckbauer Berlin im Finale der Westdeutschen Mannschaftsmeisterschaft 1952 an. Der Titelverteidiger Münchener Schachklub von 1836 sicherte sich den Titel auch im Spieljahr 1952/53. Er unterstrich damit seinen Vorjahressieg.
In der Spielsaison 1952/53 wurden nach einigen Vorrunden zunächst zwei Zwischenrunden gespielt, und zwar eine im Norden und eine im Süden Westdeutschlands.

## Zwischenrunde Süd
Die Zwischenrunde Süd wurde am 14. und 15. März 1953 in Freiburg im Breisgau ausgetragen.
Die Münchener schalteten die Düsseldorfer Schachgesellschaft (Georg Kieninger, Walter Niephaus, Walter Loose, Immo Engert, Heinrich Lohmann, Karl Fenske, Erwin Herber, Siegfried Heil) mit 5:3 Brettpunkten und den Freiburger Schachklub (Gottlieb Machate, Emil Joseph Diemer, Rudolf Kraus, Friedrich Kopp, Karl Wettach, Willi Best, Peter Lott, Klaus Geis) mit 7:1 Punkten aus. Die Düsseldorfer gewannen mit 5:3 Punkten gegen Freiburg.

## Zwischenrunde Nord
In der Zwischenrunde Nord hatte sich die Schachgesellschaft Eckbauer Berlin gegen den Hamburger Schachklub mit 4,5:3,5 Brettpunkten und gegen Bielefeld mit 5,5:2,5 Punkten durchgesetzt.

## Finale (Westdeutscher Meister 1952)
| Brett | Münchener          | Berlin             | 5,5:2,5 |
| ----- | ------------------ | ------------------ | ------- |
| 1     | Wolfgang Unzicker  | Heinz Lehmann      | 1:0     |
| 2     | Josef Steger       | Kurt Gumprich      | 0:1     |
| 3     | Werner Kunerth     | Gottfried Grohmann | 0:1     |
| 4     | Günter Maier       | Alfred Kinzel      | 1:0     |
| 5     | Otto Thiermann     | Tenenbaum          | 1:0     |
| 6     | Karlheinz Höcht    | Friedrich Vogt     | 0,5:0,5 |
| 7     | Heinz de Carbonnel | Fritz Steneberg    | 1:0     |
| 8     | Paul Kieninger     | Probst             | 1:0     |

## Die Meistermannschaft
| 1.            | Münchener SC 1836 |
| Schachfiguren | Wolfgang Unzicker, Josef Steger, Werner Kunerth, Günter Maier, Otto Thiermann, Karlheinz Höcht, Heinz de Carbonnel, Paul Kieninger |